# زینسفیلد (اوهایو)
زینسفیلد (به انگلیسی: Zanesfield) یک روستا در ایالات متحده آمریکا است که در شهرستان لوگان، اوهایو واقع شده‌است. زینسفیلد ۰٫۲۸ کیلومتر مربع مساحت و ۱۹۷ نفر جمعیت دارد و ۳۵۶٫۹۳ متر بالاتر از سطح دریا قرار دارد.